# Serie de Honor de la Primera División de la Liga Central de Football de Santiago 1927
La Serie de Honor de la Primera División de la Liga Central de Football se disputó en el año 1927, siendo la primera edición de aquel torneo, cuyo formato se repetiría recién en 1929. Fue la primera vez en que los mejores equipos de Santiago pudieron competir entre sí en un formato de liga.

## Historia y Desarrollo
Tras el comienzo de la Liga Central, rápidamente los clubes de mayor jerarquía comenzaron a tener resultados abultados a favor, se buscó alguna alternativa para que aquellos equipos pudieran tener encuentros más competitivos.
Así, a mediados de julio de aquel año, se da a conocer una lista inicial de potenciales participantes de dicha Serie de Honor:
- Audax Italiano
- Brigada Central
- Colo-Colo
- Magallanes
- Santiago
- Unión Deportiva Española

El trofeo en disputa se denominó David Arellano, en honor al fallecido jugador de Colo-Colo. El trofeo fue donado por el Cuerpo de Gendarmería de Prisiones.
El torneo se disputó bajo el sistema de todos contra todos, en una única ronda. Los escenarios utilizados fueron el Estadio Policial y el Santa Laura. Si bien se propuso crear una segunda Serie de Honor con otros clubes de destacada trayectoria, esto nunca se pudo concretar.

## Formato y Resultados
El campeonato se disputó entre el 7 de agosto y el 20 de noviembre de 1927, aunque el encuentro Audax Italiano-Unión Deportiva Española que se fijó varias veces, nunca se pudo disputar, siendo el 8 de diciembre la última vez que se programó.
Los resultados de los encuentros fueron los siguientes:
- 7 de agosto de 1927: Magallanes 2-1 Santiago, en Santa Laura.
- 28 de agosto de 1927: Brigada Central 2-1 Audax Italiano, en Santa Laura.
- 25 de septiembre de 1927: Brigada Central 3-2 Unión Deportiva Española, en el Policial.
- 2 de octubre de 1927: Unión Deportiva Española 1-0 Magallanes, en Santa Laura.
- 16 de octubre de 1927: Audax Italiano 3-0 Magallanes, en el Policial.
- 23 de octubre de 1927: Santiago 3-3 Unión Deportiva Española, en Santa Laura.
- 30 de octubre de 1927: Brigada Central 4-3 Magallanes, en el Policial.
- 1 de noviembre de 1927: Audax Italiano 5-0 Santiago, en Santa Laura.
- 20 de noviembre de 1927: Brigada Central 4-2 Santiago, en el Policial.

## Tabla de posiciones
| Pos.                                                                 | Equipo                   | PJ | PG | PE | PP | GF | GC | Dif. | Pts. |
| -------------------------------------------------------------------- | ------------------------ | -- | -- | -- | -- | -- | -- | ---- | ---- |
| 1.                                                                   | Brigada Central          | 4  | 4  | 0  | 0  | 13 | 8  | +5   | 8    |
| 2.                                                                   | Audax Italiano           | 3  | 2  | 0  | 1  | 9  | 2  | +7   | 4    |
| 3.                                                                   | Unión Deportiva Española | 3  | 1  | 1  | 1  | 6  | 6  | 0    | 3    |
| 4.                                                                   | Magallanes               | 4  | 1  | 0  | 3  | 5  | 9  | -4   | 2    |
| 5.                                                                   | Santiago                 | 4  | 0  | 1  | 3  | 6  | 14 | -8   | 1    |
| Última actualización: 24 de febrero de 2024 Fuente: Diario La Nación |                          |    |    |    |    |    |    |      |      |

|  |          |
|  | Campeón. |

## Campeón
El campeón de la Serie de Honor de la Liga Central 1927, Brigada Central, se adjudicó el «Trofeo David Arellano».
| Santiago de Chile          |
| Brigada Central 1.º título |